# Altxan
Altxan (en rus: Алчан) és un poble del krai de Primórie, a l'Extrem Orient de Rússia, que en el cens del 2010 tenia 24 habitants.